# Kasten, Hälsingland
Kasten är en sjö i Hudiksvalls kommun i Hälsingland och ingår i Harmångersån-Delångersåns kustområde. Sjöns area är 0,04 kvadratkilometer och den är belägen 2 meter över havet.